# Gmina Tordinci
Gmina Tordinci (chorw. Općina Tordinci) – gmina w Chorwacji, w żupanii vukowarsko-srijemskiej. W 2011 roku liczyła  2032 mieszkańców.